# 雨のち晴れ、ときどき涙
『雨のち晴れ、ときどき涙』（あめのちはれ、ときどきなみだ）は、日本の歌手である研ナオコの20枚目のオリジナル・アルバム。2015年5月13日に発売された。発売元は喝采、販売元はキングレコード。

## 解説
研ナオコ45周年記念に発売された本作は、10曲中8曲カバー・2曲新曲という構成になっており、中村中や玉置浩二、THE ALFEEが参加した。研ナオコのオリジナル・アルバムでメジャー・レーベルから発売されたのは、『Re NAOKO-悲しい女-』（1992年）以来23年ぶり。

## 収録曲
1. アカシアの雨がやむとき（3:37）[1]
作詞:水木かおる
作曲:藤原秀行
編曲:入江純
  - 西田佐知子のカバー。
2. 舟唄（3:35）[1]
作詞:阿久悠
作曲:浜圭介
編曲:古池孝浩
  - 八代亜紀のカバー。
3. 別れの朝（4:09）[1]
作詞:Joachim Fuchsberger
日本語詞:なかにし礼
作曲:Udo Juergens
編曲:入江純
  - ペドロ&カプリシャスのカバー。
4. 壁の向こう（6:18）[1]
作詞・作曲:中村中
編曲:佐藤準
  - 書き下ろしの新曲。
5. ちっちゃな時から（3:31）[1]
作詞:浅川マキ
作曲:むつひろし
編曲:後藤次利
  - 浅川マキのカバー。
6. 恋しくて（5:01）[1]
作詞・作曲:BEGIN
編曲:高見沢俊彦
  - BEGINのカバー。
7. 夢芝居（3:43）[1]
作詞・作曲:小椋佳
編曲:古池孝浩
  - 梅沢富美男のカバー。
8. 糸（4:10）[1]
作詞・作曲:中島みゆき
編曲:古池孝浩
  - 中島みゆきのカバー。
9. 忍冬（5:04）[1]
作詞:ちあき哲也
作曲:杉本真人
編曲:古池孝浩
  - 因幡晃のカバー。
10. ホームレス（5:57）[1]
作詞・作曲:玉置浩二
編曲:佐藤準
  - 書き下ろしの新曲。